# Charlott etwas verrückt
Charlott etwas verrückt ist eine deutsche Stummfilmkomödie aus dem Jahre 1928 von Adolf Edgar Licho mit Lya de Putti in ihrer letzten deutschen Filmrolle.

## Handlung
Charlott hat mit ihrem Neugatten Justus Verloh einen richtig guten Fang gemacht, denn er ist ziemlich betucht. Es ärgert sie allerdings gewaltig, dass man ihr unverblümt unterstellt, dass sie den attraktiven und sympathischen Mann nur wegen seines Geldes geheiratet hätte. Aus purem Trotz lässt sich die etwas verrückte Charlott deshalb wieder von ihrem geliebten Gatten scheiden. Sie werde, so ihre Abschiedsworte, ihn erst dann erneut heiraten, wenn er genau so arm wie sie sei. Daraufhin bepflastert der pfiffige Ex-Gatte erst einmal seine ganz Wohnung mit Pfändungsmarken des städtischen Gerichtsvollziehers. Eines Tages wird Charlott mitgeteilt, dass sie infolge des Todes eines steinreichen Onkels Erbin geworden ist, und zwar in ganz großem Format. Sie bekommt anderthalb Millionen Dollar, der Erbschaftsantritt ist rechtlich aber ziemlich kompliziert und muss zunächst mit ihrem „inszenierten“ Ableben erkauft werden. 
Denn Charlott soll das Geld erst nach Ablauf einer Frist von fünf Jahren erhalten. Bis dahin wacht eine Dame im gesetzten Alter namens Cornelia Fisher mit Argusaugen über das Erbe. Sollte Charlott jedoch vor dieser Frist versterben, so sieht es das Testament vor, geht das Geld an ihre Cousine Camilla Blank. Und so geschieht es: Charlott inseriert ihr eigenes Ableben und taucht anschließend bei Mrs. Fisher als ihre eigene Cousine Camilla auf, um abzukassieren. Mrs. Fisher durchschaut zwar den Schwindel, möchte aber Charlott so schnell wie möglich loswerden, da ihr Kompagnon Cecil der falschen Camilla bereits schöne Augen zu machen beginnt. Und so zahlt die Treuhänderin, die mehr als nur geschäftliches Interesse an ihrem Kompagnon hegt, zähneknirschend die Erbin vorzeitig aus und mahnt selbige danach zur schnellen Heimreise.
Wieder daheim, erfährt Charlott, dass Justus pleite sein soll. Sie ist nun nicht nur bereit, ihn wieder zu heiraten, sondern möchte ihm auch gern mit ihrem eigenen, ererbten Vermögen aushelfen. Da es aber, ehe Charlott den kleinen Schwindel ihres Ex aufdecken kann, erneut ein Ungleichgewicht zwischen ihr, der nunmehr Vermögenden, und ihm, dem angeblichen Habenichts, gibt, kann die überspannte junge Dame nicht wieder Frau Verloh werden! Nach allerlei Verwechslungs- und Verkleidungsszenen klären sich alle Missverständnisse. Die beiden Liebenden fallen sich zum filmgerechten Happy End endlich wieder in die Arme. Denn als Charlott ihr Erbe in Empfang nehmen darf, ist Justus Verloh, der ja in Wirklichkeit nie arm gewesen war, längst wieder auch ganz offiziell ein vermögender Mann …

## Produktionsnotizen
Charlott etwas verrückt entstand im Winter 1927/28 in Nizza und im Berliner Phoebus-Film-Atelier, passierte die Filmzensur am 9. März 1928 und wurde zwanzig Tage darauf im Capitol-Kino uraufgeführt. Die österreichische Premiere fand zwei Monate später statt. Der mit Jugendverbot belegte Sechsakter besaß eine Länge von 2278 Meter. 
Die von Paul Hetzer ausgeführten Filmbauten entwarf Franz Schroedter.
Die zu diesem Zeitpunkt in Hollywood lebende und arbeitende Ungarin drehte diesen Film auf Heimaturlaub in Deutschland, kehrte aber anschließend für immer in die Vereinigten Staaten zurück.

## Kritiken
Die Österreichische Film-Zeitung schrieb: „Das Ereignis dieses ganz reizenden und überaus amüsanten Films ist Lya de Putti. Sie geht in ihrer Rolle, die ihr auf den Leib geschrieben scheint, so vollkommen auf, verkörpert dieses quecksilberne, unberechenbare und dabei so liebreizende Weibchen mit derart viel Charme und Temperament, daß man es bedauert, wenn der Film zu Ende ist.“
Im Kino-Journal hieß es: “Diesmal ein Thema von aparter Wirkung, etwas verrückt, aber voll Anmut und Tempo. Uns Lya de Putti ist entschieden in ihrer Kunst gewachsen, vereint kapriziösen Liebreiz mit vertiefter Innerlichkeit. (…) Das Tempo flott, die Einfälle originell, das ganze unterhaltlich und – wie es der Titel besagt – etwas verrückt.”